# Claude de Vin, Mademoiselle des Œillets
Claude de Vin, Mademoiselle des Œillets, född 1637 i Provence, död i maj 1687 i Paris, var en älskarinna åt Ludvig XIV av Frankrike och kammarjungfru och sällskapsdam åt kungens mätress Madame de Montespan. Hon var dotter till Nicolas de Vin och den framgångsrika skådespelaren Louise Faviot.

## Biografi
Claude de Vin des Œillets var nära förtrogen till Montespan, som från 1667 var kungens mätress, och var anställd i dennas hushåll som sällskapsdam före år 1669. Hon hade själv ett icke erkänt barn med kungen, Louise de Maisonblanche (1676–1718). Ludvigs relation till henne ska inte ha uppfattats som något hot av Montespan, och han ska endast ha haft samlag med henne då Montespan inte fanns till hands. År 1670 fick hon ett hus av kungen, och 1673 en egendom i Clagny som hon hyrde ut, vilket gav henne en egen inkomst. År 1678 drog sig des Œillets tillbaka från hovet och bosatte sig i ett bekvämt hus i Paris. 
Under Giftmordsaffären anklagades hon av medlemmarna i La Voisins organisation för att ha fungerat som Montespans ersättare under de svarta mässor som arrangerats åt Montespan av La Voisin, och för att ha varit kontaktperson mellan La Voisin och Montespan.  
18 november 1680 förhördes hon av krigsminister Louvois. Hon förnekade att hon kände fångarna och hävdade att hon endast hade träffat Voisin en gång, då hon och en vän gått dit för att bli spådda. Hon begärde att få klara sitt namn genom att konfrontera fångarna. När hon 22 november fördes till Vincennes och konfronterades med Etienne Guibourg, Adam Lesage och Marguerite Monvoisin, blev hon dock korrekt identifierad och igenkänd av dem. Hon räddades dock från rättsliga åtgärder genom ingripande av kungen och Colbert, och då hon i februari 1682 förklarade för Louvois att en av grevinnan de Soissons anställda måste ha utgett sig vara henne, blev hon officiellt trodd. 
Hon tillbringade sina återstående år mellan sitt hus i Paris och sin lantegendom. Hennes dotter uppfostrades av fosterföräldrar i tron att hon var dotter till en kavallerikapten och hans hustru, men fick en hemgift av kungen och tvingades, då hon en tid bodde i Versailles, att bära slöja för att likheten med fadern inte skulle synas.    